# Wim Duisenberg
Willem Frederik (Wim) Duisenberg (Heerenveen, 9 juli 1935 – Faucon (Frankrijk), 31 juli 2005) was een Nederlands politicus en bankier. Hij kreeg voor het eerst landelijke bekendheid als minister van Financiën in het kabinet-Den Uyl (1973-1977). Van 1982 tot 1997 was Duisenberg president van De Nederlandsche Bank en vanaf 1998 de eerste voorzitter van de Europese Centrale Bank in Frankfurt. In die hoedanigheid was hij een van de drijvende krachten achter de invoering van de euro als betaalmiddel in 12 Europese landen per 1 januari 2002.

## Opleiding
Na het gymnasium-B studeerde Duisenberg economie aan de Rijksuniversiteit Groningen. In 1961 behaalde hij cum laude zijn doctoraalexamen met de specialisatie 'Internationale economische betrekkingen'. Hij promoveerde in 1965 aan dezelfde universiteit tot doctor in de economische wetenschappen op het proefschrift getiteld "De economische gevolgen van de ontwapening".

## Carrière

### Begin carrière
Van januari 1966 tot maart 1969 was Duisenberg staflid van het Internationaal Monetair Fonds (IMF) in Washington D.C.
Daaropvolgend werd hij benoemd tot gewoon hoogleraar in de macro-economie aan de Universiteit van Amsterdam. Hij aanvaardde in 1970 dit hoogleraarschap met een oratie over 'Geïmporteerde inflatie'. Hij bleef daar hoogleraar tot 1973.

### Politieke carrière

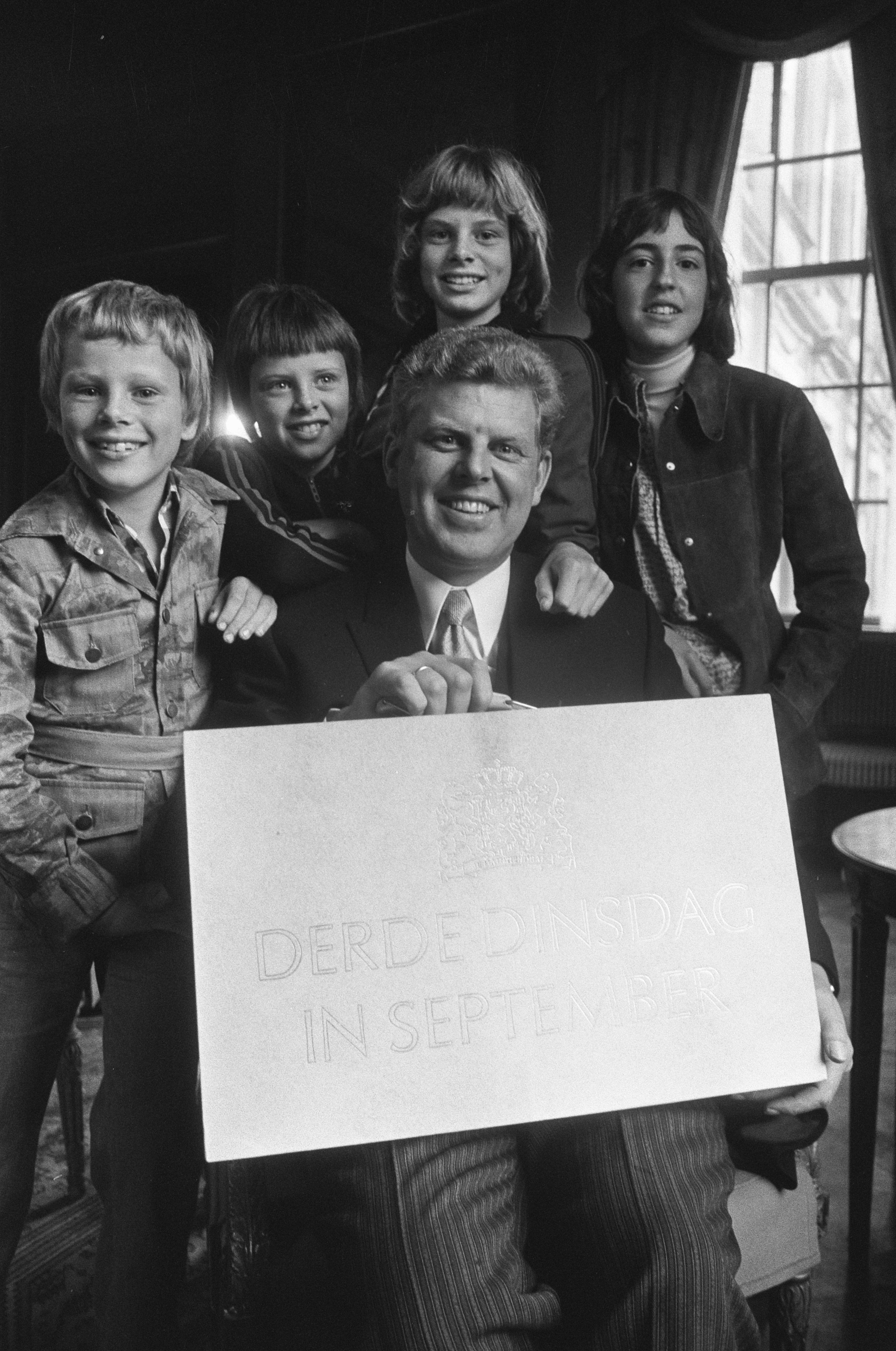
Minister Duisenberg met (onbekende) kinderen en de koffer met de miljoenennota voor Prinsjesdag (1975)

Duisenberg was van 1973 tot 1977 minister van Financiën in het kabinet-Den Uyl.
Als minister was hij verantwoordelijk voor een financieel beleid dat gericht was op groei van de overheidsuitgaven en herverdeling van inkomens (nivellering). Door overheidsinvesteringen moest de economische teruggang door de oliecrisis van 1973 worden opgevangen. In 1975 drong hij echter aan op matiging van de groei van de collectieve uitgaven in de zogenaamde één-procentsnota, waarbij de collectieve sector als percentage van het bruto nationaal product nog altijd met 1% per jaar zou stijgen. In het toenmalige kabinet kon hij echter niet op veel steun rekenen, niet in de laatste plaats vanwege de gebrekkige economische inzichten van zijn collega's. De strijd tegen overmatige uitgaven werd fel gestreden, maar vaak door hem verloren. Ook tijdens de formatie van het tweede (niet tot stand gekomen) kabinet-Den Uyl toonde Duisenberg zich voorstander van een voorzichtiger financieel beleid.
In 1973 was Duisenberg aanvankelijk tegenstander van de bouw van een dure pijlerdam in de Oosterschelde, maar hij legde zich daar later bij neer op voorwaarde dat er geen grote overschrijdingen van het budget zouden plaatsvinden.
In 1974 diende Duisenberg samen met staatssecretaris Van Rooijen een wijziging van de Successiewet in, die beoogde de rechten van successie, schenking en van overgang in de zijlijn en door niet-verwanten met 20 opcenten te verhogen. Het wetsvoorstel werd door het opvolgende kabinet ingetrokken.
In 1976 diende hij samen met minister Boersma een ontwerp-Wet op de Vermogensaanwasdeling (V.A.D.) in. Ook dit voorstel werd onder een opvolgend kabinet ingetrokken.
Duisenberg bracht in 1977 de Wet giraal effectenverkeer tot stand. Deze wet maakt een stelsel van giraal effectenverkeer wettelijk mogelijk. Effecten komen in administratief beheer van een centraal instituut. Via dit centrale instituut worden beurstransacties afgehandeld. De overheid houdt toezicht op het centrale instituut.
Toen een tweede kabinet-Den Uyl niet tot stand kwam, zat Duisenberg in 1977 en 1978 namens de PvdA in de Tweede Kamer, maar hij nam daar afscheid om vicepresident te worden bij de Rabobank.

### Bij de banken
Nadat Duisenberg in 1978 in dienst was getreden van de Rabobank, stapte hij in 1981 over naar De Nederlandsche Bank om daar directeur te worden. Vervolgens was hij van 1982 tot 1997 president van De Nederlandsche Bank, waardoor hij ook actief was in de Economische en Monetaire Unie.
Duisenberg voerde bij De Nederlandsche Bank een sober beleid, waarbij hij dat van de drie kabinetten-Lubbers volgde, wat hem weerstand vanuit de PvdA opleverde.
De koppeling van de koers van de gulden aan de koers van de Duitse mark, geërfd van Jelle Zijlstra, pakte gunstig uit voor de Nederlandse economie, die afhankelijk is van handel met Duitsland. Ook het rentebeleid stemde Duisenberg af met de Duitse Centrale Bank. Dit leverde hem in Frankrijk de bijnaam Monsieur Cinq Minutes op: als de Duitsers een rentewijziging doorvoerden, deed hij meestal kort daarop hetzelfde.
Deze Nederlandse monetaire politiek was zo succesvol, dat Duisenberg geroemd werd in andere Europese landen.

### President van de ECB
In 1998 werd hij de eerste president van de Europese Centrale Bank, met de Fransman Christian Noyer als vicepresident.
De Fransen waren verongelijkt over het feit dat hun kandidaat niet benoemd werd en men kwam tot een compromis: Duisenberg zou ten minste vier jaar president blijven, waarna de Fransman Jean-Claude Trichet het over zou nemen.
Duisenberg besloot af te treden op 9 juli 2003 (zijn 68e verjaardag), maar hij bleef actief tot Trichet hem op 1 november 2003 officieel opvolgde.

### Na bankierscarrière
Na zijn vertrek bij de Europese Centrale Bank vervulde Duisenberg commissariaten, bijvoorbeeld bij de Rabobank en Air France-KLM. Ook kwam Duisenberg in het nieuws als bemiddelaar bij de affaire rond de Dexia-aandelenlease.

## Privé
Duisenberg was zoon van Lammert Duisenberg, opzichter bij een waterleidingbedrijf, en Antje Ykema.
In 1960 huwde Duisenberg met Tine Stelling. Uit dit huwelijk kreeg hij twee zonen en één dochter. Een van zijn zonen is oud-VVD-Kamerlid Pieter Duisenberg. Na een echtscheiding hertrouwde hij in 1987 met Gretta Nieuwenhuizen, een politiek activiste bekend van activiteiten gericht tegen de Israëlische bezetting van de Palestijnse gebieden.

## Overlijden

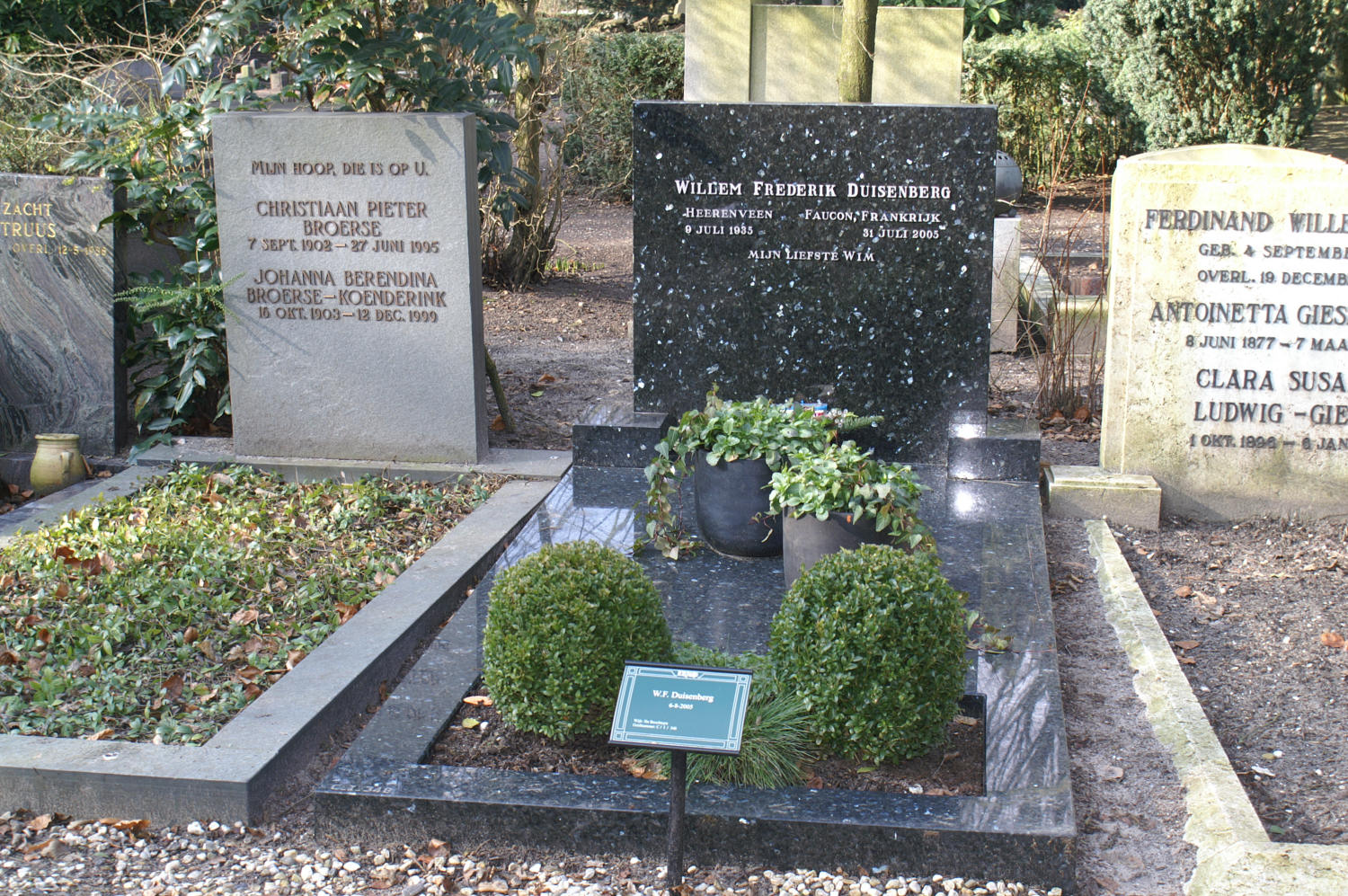
Graf van Wim Duisenberg

Op 31 juli 2005, rond 11.30 uur, overleed Duisenberg op zeventigjarige leeftijd in zijn villa in Faucon, in het zuidoosten van Frankrijk. Zijn vrouw Gretta Duisenberg had hem daarvoor buiten bewustzijn aangetroffen in het privézwembad. Autopsie wees uit dat Duisenberg was verdronken na hartfalen.
Nationaal en internationaal werd geschokt gereageerd op zijn overlijden. Vooral zijn rol bij de invoering van de euro werd geroemd.

### Gedachtenis
Op 6 augustus werd Duisenberg herdacht in het Concertgebouw te Amsterdam. 's Middags werd hij begraven op de Amsterdamse begraafplaats Zorgvlied.
In zijn geboorteplaats Heerenveen werd op 26 maart 2007 een borstbeeld ter nagedachtenis aan Duisenberg geplaatst. Het beeld is vervaardigd door Frans Ram.
De Duisenberg School of Finance is een samenwerkingsverband van de Universiteit van Amsterdam, Vrije Universiteit, Erasmus Universiteit, een aantal financiële bedrijven en De Nederlandsche Bank. De opleiding, die in 2008 van start ging, moet Amsterdam weer internationaal op de kaart zetten als financieel centrum.
Het gebouw van de Faculteit Economie en Bedrijfskunde van de Rijksuniversiteit Groningen is naar hem vernoemd, na de verbouwing van het toenmalige WSN-gebouw werd het Duisenberg building. Ook is er in het trappenhuis van dit negen verdiepingen tellende gebouw een mini-museum over het leven van Wim Duisenberg gevestigd.

## Onderscheidingen

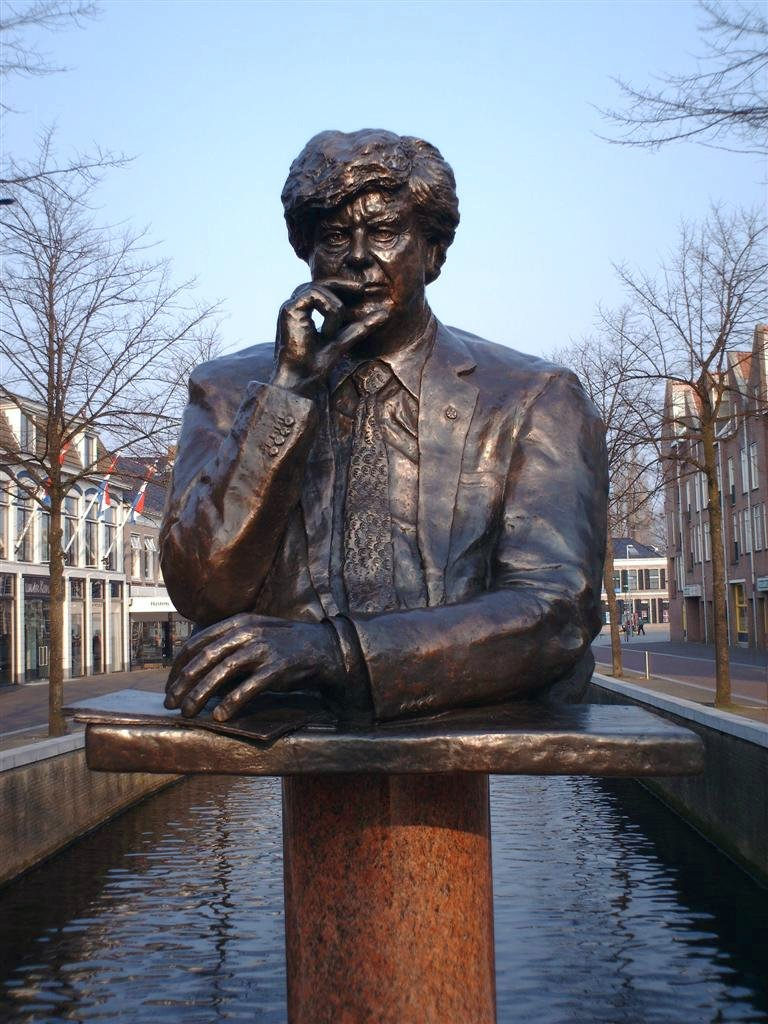
buste van Wim Duisenberg

Duisenberg werd meermalen gedecoreerd:
- Ridder in de Orde van de Nederlandse Leeuw (11 april 1978)
- Commandeur in de Orde van Oranje-Nassau
- Commandeur in de Orde van de Nederlandse Leeuw (juni 1997)
- Grootkruis in de Orde van Isabella de Katholieke
- Penning van verdienste in zilver van de Nederlandsche Maatschappij voor Nijverheid en Handel (6 juni 1997)
- Eredoctoraat in de Economie van de Universiteit van Amsterdam (8 januari 2001)